# Joseph Andries
Pour les articles homonymes, voir Andries.
Joseph Jef Andries est un footballeur belge né le 18 janvier 1919 à Elzestraat, Wavre-Sainte-Catherine (Belgique) et mort le 26 septembre 2006.
Il a évolué comme défenseur au FC Malinois où il a fait toute sa carrière, de 1943 à 1955. Pièce maîtresse de la défense de l'équipe malinoise qui domine le football belge au sortir de la guerre, il remporte deux fois le Championnat de Belgique en 1946 et 1948. Il avait alors comme équipiers, Lemberechts, De Cleyn et Coppens.
Il est sélectionné à quatre reprises en équipe nationale en 1948 sans jamais prendre part au jeu.

## Palmarès
- Champion de Belgique en 1946 et 1948 avec le FC Malinois
- Vice-champion de Belgique en 1954 avec le FC Malinois